# Relko
Relko (1960-1982), est un cheval de course pur-sang anglais, né en 1960 de l'union de Tanerko et Relance, par Relic. Il appartenait à son éleveur, François Dupré, son entraîneur était François Mathet et son jockey attitré Yves Saint-Martin.

## Carrière de courses
Né dans la pourpre, fleuron de l'élevage du Haras d'Ouilly de François Dupré, Relko se produit cinq fois à 2 ans, remportant deux courses, mais ne peut prétendre qu'à des places d'honneur dans les meilleures épreuves, échouant au pied du podium dans le Grand Critérium remporté par la phénoménale pouliche Hula Dancer.
C'est à 3 ans que Relko se révèle pleinement, après une rentrée victorieuse dans le Prix de Guiche et un sacre dans la Poule d'Essai des Poulains. Plutôt que de s'aligner dans le Prix du Jockey Club, il prend le chemin d'Epsom pour tenter sa chance dans le Derby, où il arrive avec le statut de favori. Sa démonstration dans l'épreuve-reine des 3 ans en Angleterre est saisissante : il s'envole, relègue ses poursuivants à six longueurs, et révèle au public un tout jeune jockey de 21 ans promis à un grand avenir : Yves Saint-Martin. Néanmoins, cette victoire sera entachée par une suspicion de dopage, finalement levée par des analyses ultérieures prouvant qu'il avait couru "propre" - sa victoire à Epsom ne sera validée qu'à l'automne. Avant cela, il est dirigé vers le Derby d'Irlande, mais doit décliner la lutte pour cause de boiterie. 
Relko fait son retour en France dans le Prix Royal Oak, réservé à l'époque aux seuls 3 ans, où il surclasse l'autre champion français de l'année, Sanctus, lauréat du Jockey Club et du Grand Prix de Paris, prouvant ainsi son aptitude à toutes les distances, lui qui aura triomphé la même année sur 1600, 2400 et 3100 mètres. Cependant, il échoue à clore une saison parfaite par une victoire dans un Prix de l'Arc de Triomphe dont il est le grand favori et qui lui tendait les bras : nerveux avant le départ, il perd de son influx et ne peut faire mieux que sixième. 
En 1964, Relko ne courra que trois fois, pour autant de victoires. Une rentrée gagnante dans le Prix Ganay, un nouveau déplacement fructueux en Angleterre où il épingle la Coronation Cup, et une ultime sortie dans le Grand Prix de Saint-Cloud, après lequel ce cheval, qui compte parmi les meilleurs des années 60, ne sera plus revu, une blessure stoppant sa carrière alors qu'il préparait une nouvelle tentative dans l'Arc. Dans leur livre A Century of Champions, John Randall et Tony Morris classent Relko à la quinzième place de leur liste des meilleurs chevaux français du 20e siècle, et le deuxième meilleur vainqueur de Derby des années 60 après un autre poulain français, Sea Bird.

### Résumé de carrière
| Date         | Hippodrome       | Pays        | Course                        | Distance    | Jockey          | Place       | Écart       | Vainqueur ou deuxième |
| 1962, 2 ans  | 1962, 2 ans      | 1962, 2 ans | 1962, 2 ans                   | 1962, 2 ans | 1962, 2 ans     | 1962, 2 ans | 1962, 2 ans | 1962, 2 ans           |
| ------------ | ---------------- | ----------- | ----------------------------- | ----------- | --------------- | ----------- | ----------- | --------------------- |
|              | Le Tremblay      | France      | Prix Gladiator                | 1 100 m     |                 | 1er         |             |                       |
|              | Maisons-Laffitte | France      | Prix Isard                    |             |                 | 1er         |             |                       |
| Juillet      | Maisons-Laffitte | France      | Critérium de Maisons-Laffitte | 1 400 m     |                 | 2e          |             | Neptune's Doll        |
| Octobre      | Longchamp        | France      | Grand Critérium               | 1 600 m     |                 | 4e          |             | Hula Dancer           |
| Octobre      | Longchamp        | France      | Prix Thomas Bryon             | 1 500 m     |                 | 2e          |             | Chesa                 |
| 1963, 3 ans  |                  |             |                               |             |                 |             |             |                       |
| Avril        | Longchamp        | France      | Prix de Guiche                | 1 850 m     | Y. Saint-Martin | 1er         |             |                       |
| Mai          | Longchamp        | France      | Poule d'Essai des Poulains    | 1 600 m     | Y. Saint-Martin | 1er         |             | Manderley             |
| 29 mai       | Epsom            | Royaume-Uni | Derby                         | 2 400 m     | Y. Saint-Martin | 1er         | 6           | Merchant Venturer     |
| Septembre    | Maisons-Laffitte | France      | La Coupe de Maisons-Laffitte  | 2 000 m     | Y. Saint-Martin | 2e          |             | Monade                |
| 15 septembre | Longchamp        | France      | Prix Royal Oak                | 3 000 m     | Y. Saint-Martin | 1er         |             | Déboulé               |
| 6 octobre    | Longchamp        | France      | Prix de l'Arc de Triomphe     | 2 400 m     | Y. Saint-Martin | 6e          |             | Exbury                |
| 1964, 4 ans  |                  |             |                               |             |                 |             |             |                       |
| Avril        | Longchamp        | France      | Prix Ganay                    | 2 000 m     | Y. Saint-Martin | 1er         |             | Monade                |
| Juin         | Epsom            | Royaume-Uni | Coronation Cup                | 2 400 m     | Y. Saint-Martin | 1er         |             | Khalkis               |
| Juillet      | Saint-Cloud      | France      | Grand Prix de Saint-Cloud     | 2 500 m     | Y. Saint-Martin | 1er         |             | Tournevent            |

## Au haras
Promis à une carrière de reproducteur après sa blessure, Relko intégra en 1965 le parc d'étalons de Lavington Studs en Angleterre. Il s'enorgueillit d'une honorable progéniture, où figurent les classiques Relkino (2000 Guinées) et Olwyn (Irish Oaks), mais sans réellement tracer une lignée au haras. 

## Origines
Relko est né dans la pourpre. Il est le meilleur fils de Tanerko, issu du double lauréat d'Arc et excellent étalon Tantième, qui s'adjugea deux fois le Grand Prix de Saint-Cloud, le Prix Lupin ou encore le Prix Ganay, avant devenir un remarquable étalon. 
La mère de Tanerko n'est autre que la grande Relance, qui fut l'une des plus extraordinaires reproductrices de l'histoire. Après une carrière de course intéressante, qui la vit remporter le Prix Camargo et finir deuxième du Prix de Saint-Roman, elle eut douze produits et tous ne brillèrent pas. Mais elle a donné pas moins de trois champions émargeant à des ratings Timeform de 135 et au-delà, un exploit absolument unique en son genre. Elle est en effet la mère de Relko et deux fils de Tantième, son grand-père : Reliance (Prix du Jockey Club, Grand Prix de Paris, Prix Royal-Oak) et Match II, qui remporta les King George, le Washington, D.C. International, le Grand Prix de Saint-Cloud et le Prix Royal Oak. 

### Pedigree
| Origines de Relko (FR), mâle bai né en 1960 | Origines de Relko (FR), mâle bai né en 1960 | Origines de Relko (FR), mâle bai né en 1960 | Origines de Relko (FR), mâle bai né en 1960 |
| ------------------------------------------- | ------------------------------------------- | ------------------------------------------- | ------------------------------------------- |
| Père Tanerko                                | Tantième                                    | Deux-Pour-Cent                              | Deiri                                       |
| Père Tanerko                                | Tantième                                    | Deux-Pour-Cent                              | Dix Pour Cent                               |
| Père Tanerko                                | Tantième                                    | Terka                                       | Indus                                       |
| Père Tanerko                                | Tantième                                    | Terka                                       | La Furka                                    |
| Père Tanerko                                | La Divine                                   | Fair Copy                                   | Fairway                                     |
| Père Tanerko                                | La Divine                                   | Fair Copy                                   | Composure                                   |
| Père Tanerko                                | La Divine                                   | La Diva                                     | Blue Skies                                  |
| Père Tanerko                                | La Divine                                   | La Diva                                     | La Traviata                                 |
| Mère Relance                                | Relic                                       | War Relic                                   | Man o'War                                   |
| Mère Relance                                | Relic                                       | War Relic                                   | Friars Carse                                |
| Mère Relance                                | Relic                                       | Bridal Colors                               | Black Toney                                 |
| Mère Relance                                | Relic                                       | Bridal Colors                               | Vaila                                       |
| Mère Relance                                | Polaire                                     | Le Volcan                                   | Tourbillon                                  |
| Mère Relance                                | Polaire                                     | Le Volcan                                   | Eroica                                      |
| Mère Relance                                | Polaire                                     | Stella Polaris                              | Papyrus                                     |
| Mère Relance                                | Polaire                                     | Stella Polaris                              | Crepuscule (famille 16-h)                   |